# 霍里霍韋 (哈爾科夫區)
49°59′59″N 35°51′15″E / 49.99972°N 35.85417°E
霍里霍韋（烏克蘭語：Горіхове）是位於烏克蘭東部的村莊，由哈爾科夫州哈爾科夫區的柳博滕市鎮負責管轄。該村始建於1750年，面積0.12平方公里，海拔高度182米，2001年人口74，人口密度每平方公里616.7人。